# Установка дегідрогенізації суміші алканів в Біньчжоу
Установка дегідрогенізації суміші алканів в Біньчжоу – підприємство нафтохімічної галузі у китайській приморській провінції Шаньдун. Перша установка такого типу в історії країни.
В 2010-х роках, користуючись появою на ринку завдяки «сланцевій революції» великих додаткових об’ємів зріджених вуглеводневих газів, в Китаї почали споруджувати численні установки дегідрогенізації, на яких з насичених вуглеводнів (парафінів) виробляли ненасичені (олефіни). В основному це були заводи з випуску пропілену шляхом дегідрогенізації пропану, проте також могли споруджувати установки з переробки бутану або змішаної сировини. Серед останніх першою стало виробництво компанії Shandong Chambroad Holding в Біньчжоу, введене в експлуатацію весною 2015 року. Його спорудили на основі технології компанії UOP (Honeywel) – C3/C4 Oleflex.
Споживаючи пропан та ізобутан, установка має річну потужність з випуску 116 тисяч тонн пропілену та 106 тисяч тонн ізобутилену. Останній є одним з двох компонентів, необхідних для синтезу метил-трет-бутилового етеру (МТВЕ) – завод Shandong Chambroad має потужність у 130 тисяч тонн цієї паливної присадки.
Як побічний продукт виробляється водень високої ступені очистки – 99,9% (власне, дегідрогенізація і полягає у відщепленні атомів цього елементу від вуглеводнів).